# EPrix van Punta del Este 2018
De ePrix van Punta del Este 2018 werd gehouden op 17 maart 2018 op het Punta del Este Street Circuit. Het was de zesde race van het seizoen.
De race werd gewonnen door Jean-Éric Vergne voor het team Techeetah, die hiermee de leiding in het kampioenschap verstevigde. Regerend kampioen Lucas di Grassi, uitkomend voor Audi Sport ABT Schaeffler, behaalde zijn eerste podiumplaats van het seizoen met een tweede positie. DS Virgin Racing-coureur Sam Bird maakte het podium compleet.

## Kwalificatie
| Pos                 | No | Coureur                | Team                      | Q1       | Q2       | Grid |
| ------------------- | -- | ---------------------- | ------------------------- | -------- | -------- | ---- |
| 1                   | 1  | Lucas di Grassi        | Audi Sport ABT Schaeffler | 1:14.032 | 1:13.948 | 2    |
| 2                   | 36 | Alex Lynn              | DS Virgin Racing          | 1:14.135 | 1:14.189 | 3    |
| 3                   | 20 | Mitch Evans            | Panasonic Jaguar Racing   | 1:14.093 | 1:14.640 | 16   |
| 4                   | 16 | Oliver Turvey          | NIO Formula E Team        | 1:14.181 | 1:14.978 | 4    |
| 5                   | 25 | Jean-Éric Vergne       | Techeetah                 | 1:13.672 | 1:16.806 | 1    |
| 6                   | 66 | Daniel Abt             | Audi Sport ABT Schaeffler | 1:14.224 |          | 5    |
| 7                   | 9  | Sébastien Buemi        | Renault e.Dams            | 1:14.320 |          | 6    |
| 8                   | 18 | André Lotterer         | Techeetah                 | 1:14.442 |          | 7    |
| 9                   | 5  | Maro Engel             | Venturi Formula E Team    | 1:14.523 |          | 8    |
| 10                  | 2  | Sam Bird               | DS Virgin Racing          | 1:14.552 |          | 9    |
| 11                  | 6  | José María López       | Dragon Racing             | 1:14.605 |          | 18   |
| 12                  | 7  | Jérôme d'Ambrosio      | Dragon Racing             | 1:14.673 |          | 10   |
| 13                  | 28 | António Félix da Costa | MS&AD Andretti Formula E  | 1:14.973 |          | 11   |
| 14                  | 19 | Felix Rosenqvist       | Mahindra Racing           | 1:15.104 |          | 12   |
| 15                  | 68 | Luca Filippi           | NIO Formula E Team        | 1:15.444 |          | 15   |
| 16                  | 4  | Edoardo Mortara        | Venturi Formula E Team    | 1:15.493 |          | 13   |
| 17                  | 27 | Tom Blomqvist          | MS&AD Andretti Formula E  | 1:16.424 |          | 20   |
| 110%-tijd: 1:21.039 |    |                        |                           |          |          |      |
| 18                  | 23 | Nick Heidfeld          | Mahindra Racing           | 1:31.701 |          | 17   |
| 19                  | 3  | Nelson Piquet jr.      | Panasonic Jaguar Racing   | 1:42.656 |          | 14   |
| 20                  | 8  | Nicolas Prost          | Renault e.Dams            | 1:53.358 |          | 19   |

## Race
| Pos | No | Coureur                | Team                      | Rondes | Tijd/Oorzaak uitval | Grid | Punten |
| --- | -- | ---------------------- | ------------------------- | ------ | ------------------- | ---- | ------ |
| 1   | 25 | Jean-Éric Vergne       | Techeetah                 | 37     | 50:43.809           | 1    | 28     |
| 2   | 1  | Lucas di Grassi        | Audi Sport ABT Schaeffler | 37     | +0.447              | 2    | 18     |
| 3   | 2  | Sam Bird               | DS Virgin Racing          | 37     | +2.611              | 9    | 15     |
| 4   | 20 | Mitch Evans            | Panasonic Jaguar Racing   | 37     | +4.075              | 16   | 12     |
| 5   | 19 | Felix Rosenqvist       | Mahindra Racing           | 37     | +4.224              | 12   | 10     |
| 6   | 36 | Alex Lynn              | DS Virgin Racing          | 37     | +7.672              | 3    | 8      |
| 7   | 16 | Oliver Turvey          | NIO Formula E Team        | 37     | +11.818             | 4    | 6      |
| 8   | 6  | José María López       | Dragon Racing             | 37     | +12.612             | 18   | 5      |
| 9   | 7  | Jérôme d'Ambrosio      | Dragon Racing             | 37     | +22.242             | 10   | 2      |
| 10  | 5  | Maro Engel             | Venturi Formula E Team    | 37     | +26.293             | 8    | 1      |
| 11  | 28 | António Félix da Costa | MS&AD Andretti Formula E  | 37     | +27.335             | 11   |        |
| 12  | 18 | André Lotterer         | Techeetah                 | 37     | +38.731             | 7    |        |
| 13  | 68 | Luca Filippi           | NIO Formula E Team        | 37     | +39.926             | 15   |        |
| 14  | 66 | Daniel Abt             | Audi Sport ABT Schaeffler | 37     | +43.139             | 5    |        |
| 15  | 8  | Nicolas Prost          | Renault e.Dams            | 37     | +47.194             | 19   |        |
| 16  | 27 | Tom Blomqvist          | MS&AD Andretti Formula E  | 37     | +59.299             | 20   |        |
| 17  | 4  | Edoardo Mortara        | Venturi Formula E Team    | 36     | +1 ronde            | 13   |        |
| DNF | 9  | Sébastien Buemi        | Renault e.Dams            | 29     | Schade ongeluk      | 6    |        |
| DNF | 3  | Nelson Piquet jr.      | Panasonic Jaguar Racing   | 25     | Mechanisch          | 14   |        |
| DNF | 23 | Nick Heidfeld          | Mahindra Racing           | 27     | Mechanisch          | 17   |        |

## Tussenstanden na de race

### Coureurs
| Positie | Rijder            | Team                    | Punten |
| ------- | ----------------- | ----------------------- | ------ |
| 1       | Jean-Éric Vergne  | Techeetah               | 109    |
| 2       | Felix Rosenqvist  | Mahindra Racing         | 79     |
| 3       | Sam Bird          | DS Virgin Racing        | 76     |
| 4       | Sébastien Buemi   | Renault e.Dams          | 52     |
| 5       | Nelson Piquet jr. | Panasonic Jaguar Racing | 45     |

### Constructeurs
| Positie | Team                    | Punten |
| ------- | ----------------------- | ------ |
| 1       | Techeetah               | 127    |
| 2       | Mahindra Racing         | 100    |
| 3       | DS Virgin Racing        | 93     |
| 4       | Panasonic Jaguar Racing | 86     |
| 5       | Renault e.Dams          | 59     |